# Відділення радгоспу «Кікеріно»
Відділення радгоспу «Кікеріно» (рос. Отделение совхоза «Кикерино») — селище у Волосовському районі Ленінградської області Російської Федерації.
Населення становить 122 особи. Належить до муніципального утворення Калитинське сільське поселення.

## Історія
Від 1 серпня 1927 року належить до Ленінградської області..